# Waaierhoen
Het waaierhoen (Centrocercus urophasianus) is een grote vogel uit de familie van ruigpoothoenders.

## Kenmerken
Het waaierhoen is 66 tot 76 cm lang. Volwassenen hoenders hebben een lange, omhoogstaande staart en met veren bedekte poten. Volwassen mannetjes hebben bovendien een gele streep bij het oog en hebben een witte borst, een donkere bruine keel en een zwarte buik. Tijdens de balts kunnen zij twee geelachtige luchtzakken op de hals opgeblazen om zo het vrouwtje te imponeren. Volwassen wijfjes zijn gevlekt grijsbruin van kleur en hebben een lichtbruine keel en donkere buik.

## Leefwijze
Waaierhoenders eten voornamelijk plantaardig voedsel, maar soms ook insecten. In tegenstelling tot kippen kunnen ze geen harde zaden verteren. In de lente bouwen de vogels hun nest op een beschutte plaats onder struiken van het geslacht Artemisia. En in de winter dient de struik tot voedsel.

## Verspreiding en leefgebied
De vogel komt uitsluitend voor van het zuidelijke deel van Centraal-Canada tot de westelijk-centrale Verenigde Staten. De grootste populatie leeft in de staat Wyoming. Het leefgebied bestaat uit lage, houtige vegetatie van planten uit het het geslacht Artemisia.

## Status
De grootte van de wereldpopulatie werd in 2012 geschat op ongeveer 150.000 volwassen dieren. Dit aantal gaat in aantal achteruit. In het leefgebied moet de natuurlijke vegetatie plaats maken voor graan, aardappels en andere voedselgewassen, of voor niet-inheemse grassen die het meer vatbaar maken voor natuurbranden. Ook wordt terrein ontwikkeld of intensief begraasd. Om deze redenen staat het waaierhoen als gevoelig op de Rode Lijst van de IUCN.